# Хротко, Янош
Я́нош Сабаи Хротко́ (венг. Hrotkó János Szabai; 30 марта 1922, Герце — 23 марта 2005, Эвора) — венгерский футболист, левый вингер и центральный полузащитник. После завершения игровой карьеры работал тренером в Португалии.

## Карьера
Янощ Хротко начал карьеру в клубе «Пертержебети МТК» в 1939 году, воспитанником которого он был. Оттуда в 1941 году нападающий перешёл в «Лампарт», в котором он дебютировал 20 августа в матче с «Сольноком», где его клуб проиграл 1:5. 14 сентября Хротко забил первый мяч за клуб, поразив на 11-й минуте встречи ворота «Шальготарьяни». Всего за сезон он забил 3 гола в 25 встречах, а «Лампарт», заняв третье с конца место выбыл во второй национальный чемпионат. Два следующих сезона футболист провёл в «Кипеште», а затем сезон в «Чепеле», с которым выиграл бронзовые медали. После этого, форвард возвратился в «Эржебети МТК», где за сезон 1945/1946  забил 12 голов в 21 матче, а затем в начале середине года уехал в Западную Европу.
Летом 1946 года Хротко стал игроком итальянского «Бари», главным тренером которого был его соотечественник Янош Нехадома. В клубе форвард дебютировал 13 октября в матче с «Виченцой» (1:0). Первый сезон был для игрока не слишком удачным: он не мог привыкнуть к итальянскому футболу, который очень отличался от его родной Венгрии. Однако с приходом его соотечественников на тренерский мостик  Андраша Куттика, а в атаку Михай Вёрёша всё изменилось, и Янош стал твердым игроком основного состава команды. За 3 сезона в Апулии Хротко провёл 70 матчей и забил 6 голов, последний из которых 15 мая 1949 года с «Аталантой» (0:2). 27 ноября того же года он дебютировал в своем новом клубе, «Про Сесто», который выступал в серии B, во встрече с «Брешией», где его команда крупно проиграла со счётом 2:6. Всего за сезон он провёл 22 матча и забил 3 гола, а «Про Сесто» набрав 13 очков в 42 играх заняла последнее место. После этого, он провёл некоторое время в «Хунгарии», команды, состоящей из выходцев стран восточного блока, и игравшей только выставочные матчи.
Следующим клубом Хротко стала испанская «Реал Сарагоса», которая провела очень мощную трансферную компанию. Форвард провёл первую встречу за команду 3 декабря 1950 года против «Осасуны» (2:1). Первый мяч за клуб он забил 4 марта следующего года в ворота «Жироны», в той же встрече Янош забил и второй мяч. Всего в первом сезоне Хротко сыграл 18 матчей и забил 9 голов, включая 5 голов в 7 матчах в переходном турнире по итогам которого «Сарагоса» вышла в Примеру. В следующем сезоне Хротко провёл 15 матчей и забил 4 гола, а его клуб смог сохранить «прописку» в высшем испанском дивизионе. Всего за клуб футболист провёл 33 игры и забил 13 голов.
В 1953 году Хротко хотела купить «Барселона», но в Испании был принят закон, запрещающий выступать в командах иностранным футболистам, из-за чего Янош был вынужден покинуть страну. Венгр уехал в соседнюю Португалию, где подписал контракт с лиссабонским «Спортингом», одновременно с ним в клуб приехал румынский футболист, поигравший в Венгрии, Иосиф Фабиан. Янош дебютировал в команде 4 октября в матче с «Академикой» (3:1), а первый гол забил 2 мая 1954 года в ворота «Витории» Гимарайнш. В первом же сезоне Хротко, ставший играть одну из ключевых ролей в центре поля, помог клубу сделать «дубль», выиграв чемпионат и Кубок страны. Сам венгерский футболист провёл в сезоне 23 матча и забил 4 гола. На следующий год он потерял место в основе, проведя лишь 12 встреч. Хротко ушёл в «Спортинг» из Ковильяна, где провёл 23 матча и забил 8 голов. Затем Янош играл за «Лейшойнш», а завершил карьеру в клубе «Калдаш», сыграв только 2 матча.
После завершения игровой карьеры, Хротко остался в Португалии, где работал тренером. Он начал работу играющим тренером «Калдаша», тренировал клубы «Атлетико» Лиссабон, «Лузитану», «Торрензи», «Маритиму», «Лейшойнш», «Торриш Новаш», «Ольяненсе» и «Атлетико» Алмада.  Янош умер в госпитале Эвора в 9 часов вчера 23 марта 2005 года. Он был кремирован в Феррейра-ду-Алентежу, его прах расположили в колумбарии в Игрежа-дус-Аламус.

## Статистика
| Сезон     | Клуб                | Лига                      | Чемпионат | Чемпионат | Кубок | Кубок |
| Сезон     | Клуб                | Лига                      | Игры      | Голы      | Игры  | Голы  |
| --------- | ------------------- | ------------------------- | --------- | --------- | ----- | ----- |
| 1939/1940 | Пертержебети МТК    | Национальный чемпионат II | ?         | ?         | —     | —     |
| 1940/1941 | Пертержебети МТК    | Национальный чемпионат II | ?         | ?         | ?     | ?     |
| 1941/1942 | Лампарт             | Национальный чемпионат I  | 25        | 3         | ?     | ?     |
| 1942/1943 | Кишпешт             | Национальный чемпионат I  | 2         | 1         | ?     | ?     |
| 1943/1944 | Кишпешт             | Национальный чемпионат I  | ?         | ?         | ?     | ?     |
| 1944      | Чепель              | Национальный чемпионат I  | ?         | ?         | —     | —     |
| 1945      | Эржебети МТК        | Национальный чемпионат I  | 21        | 12        | —     | —     |
| 1945/1946 | Эржебети МТК        | Национальный чемпионат I  | 2         | 1         | —     | —     |
| 1946/1947 | Бари                | Серия A                   | 16        | 0         | —     | —     |
| 1947/1948 | Бари                | Серия A                   | 30        | 5         | —     | —     |
| 1948/1949 | Бари                | Серия A                   | 24        | 1         | —     | —     |
| 1949/1950 | Про Сесто           | Серия B                   | 22        | 3         | —     | —     |
| 1950/1951 | Реал Сарагоса       | Сегунда                   | 18        | 9         | ?     | ?     |
| 1951/1952 | Реал Сарагоса       | Примера                   | 15        | 4         | ?     | ?     |
| 1953/1954 | Спортинг (Лиссабон) | Примейра                  | 19        | 4         | 4     | 0     |
| 1954/1955 | Спортинг (Лиссабон) | Примейра                  | 12        | 1         | 0     | 0     |
| 1955/1956 | Спортинг (Ковильян) | Примейра                  | 23        | 8         | 0     | 0     |
| 1956/1957 | Лейшойнш            | Сегунда                   | ?         | ?         | ?     | ?     |
| 1957/1958 | Калдаш              | Примейра                  | 2         | 0         | 0     | 0     |

1. 1 2  Включая матчи переходного турнира за выход в Примеру

## Достижения
- Чемпион Португалии: 1953/1954
- Обладатель Кубка Португалии: 1953/1954

## Статистика
- Профиль на resultados-futbol.com
- Профиль на zerozero.pt